# Fördergemeinschaft Gutes Hören
In der Fördergemeinschaft Gutes Hören GmbH (FGH) ist eine Interessenvertretung von Hörakustikern aus ganz Deutschland. Sie wurde 1966 von zwei Verbänden der Hörgeräteakustiker und der Abteilung 18 – Audiometer und Hörgeräte – des Zentralverbandes der elektronischen Industrie (ZVEI) gegründet. Im Jahr 1990 wurde die ursprünglich als Verein verfasste Organisation in eine Gesellschaft mit beschränkter Haftung überführt. 1999 trat die Vereinigung der Hörgeräteindustrie (BVHI), die die Gesellschaftsanteile des ZVEI übernommen hatte, als Gesellschafter aus der FGH aus. Seitdem wird die Fördergemeinschaft von der Union der Hörgeräteakustiker, später Europäischen Union der Hörgeräteakustiker (EUHA), und dem Fachverband Deutscher Hörgeräteakustiker (FDH) weitergeführt.
Die Fördergemeinschaft vermittelt Gesundheitsinformationen zum Hörvermögen und wirbt für die Leistungen der Hörgeräteakustiker. Dazu betreibt sie Öffentlichkeitsarbeit gegenüber Journalisten, Medizinern, Lehrern und anderen Multiplikatoren und fördert die Kommunikation innerhalb der Hörakustik-Branche.
Zu den öffentlichkeitswirksamen Aktionen zählen die Verleihung der Alexander-Graham-Bell-Medaille, die „Hörtour mit dem Hörmobil“, die jährlich im September stattfindende „Woche des Hörens“ und das Webportal www.fgh-info.de.